# Marcel Trudel
Marcel Trudel (29 de maio de 1917 – Longueuil, 11 de janeiro de 2011) foi um historiador, professor universitário e escritor canadense, publicando mais de 40 livros sobre a história da Nova França e ao longo de sua carreira, recebeu inúmeros títulos e homenagens, como da Royal Society of Canada, Order of Canada, National Order of Quebec, ente outras.
Ele trouxe rigor acadêmico para uma área que havia sido marcada por preconceitos nacionalistas e religiosos. Seu trabalho fez parte das mudanças marcantes na sociedade de Quebec durante a Revolução Tranquila.

## Trabalhos e publicações
Trudel foi um autor prolífico. Ele trabalhou principalmente em francês, mas algumas de suas obras também apareceram em inglês, por meio de tradução.

### Em francês

#### 1946-1949
- 1945: L'influence de Voltaire au Canada, Montréal, Fides
- 1946: Vézine: a novel, Montréal, Fides
- 1948: Collection de cartes anciennes et modernes pour servir à l'étude de l’histoire de l’Amérique et du Canada, Québec, Institut d'histoire et de géographie de l'Université Laval
- 1949: Louis XVI, le Congrès américain et le Canada, 1774-1789, Québec, Éditions du Quartier Latin

#### 1950-1959
- 1950: Lettres du Bas-Canada, Montréal, L'Immaculée-Conception
- 1952: Le Canada et la révolution américaine 1774-1789, Québec, Presses Universitaires Laval
- 1952: Histoire du Canada par les textes (with Guy Frégault and Michel Brunet), Montréal; Paris, Fides
- 1952: Le régime militaire dans le gouvernement des Trois-Rivières, 1760-1764, Trois-Rivières, Éditions du bien public
- 1953: L'Affaire Jumonville, Québec, Presses Universitaires Laval
- 1954: Le Séminaire de Québec sous le régime militaire, 1759-1764, Québec: [s.n.]
- 1955: Chiniquy, Trois-Rivières Éditions du Bien public
- 1956: Champlain, Montréal, Fides, collection « Classiques canadiens », edição revisada, 1968
- 1956: Les communautés de femmes sous le régime militaire, 1759-1764, Montréal, Institut d'histoire de l'Amérique française, collection Les études
- 1956: Le régime seigneurial / The Seigneurial Regime, Ottawa, Société historique du Canada / Canadian Historical Association (publicado em dois idiomas), edição revisada, 1971
- 1956-1957: L'Église canadienne sous le Régime militaire, 1759-1764, Montréal, Institut d'histoire de l'Amérique française, collection Les études, Volume I: Les problèmes, 1956; Volume II: Les institutions, 1957

#### 1960-1969
- 1960: L'esclavage au Canada français; histoire et conditions de l'esclavage, Québec, Presses universitaires Laval
- 1960: L'esclavage au Canada français, Montréal, Éditions de l'Horizon (edição abreviada)
- 1961: Atlas historique du Canada français des origines à 1867, Québec, Presses de l'Université Laval
- 1963 to 1999: Histoire de la Nouvelle-France, Montréal, Fides:
  - Volume I: Les Vaines Tentatives, 1524-1603, 1963
  - Volume II: Le Comptoir, 1604-1627, 1966 (Vencedor do Prêmio Sir John A. Macdonald, 1984)
  - Volume III: La seigneurie des Cent-Associés, 1627-1663:
    - Book I: Les évènements, 1979
    - Book II: La société, 1983 (Winner of Sir John A. Macdonald Prize, 1984)

  - Volume X: Le régime militaire et la disparition de la Nouvelle-France, 1759-1964, Montréal, Fides, 1999
- 1965: Histoire du Canada par les textes (with Guy Frégault and Michel Brunet): tome 1: (1534-1854), Montréal, Fides
- 1966: Dictionnaire biographique du Canada. Volume premier, de l'an 1000 à 1700 (Associate General Editor), Québec, Presses de l'Université Laval
- 1968: Jacques Cartier, Montréal, Fides
- 1969: L'histoire du Canada; enquête sur les manuels (with Genevieve Jain), within Studies of the Royal Commission on Bilingualism and Biculturalism, Queen's Printer for Canada, 150 páginas

#### 1970-1979
- 1971: Initiation à la Nouvelle-France: histoire et institutions, Montréal, Éditions HRW
- 1972: Le Québec de 1663, Québec, Société historique de Québec
- 1973: Atlas de la Nouvelle-France, Québec, Presses de l'Université Laval
- 1973: La Population du Canada en 1663, Montréal, Fides
- 1973: Le Terrier du Saint-Laurent en 1663, Ottawa, Éditions de l'Université d'Ottawa
- 1974: Les débuts du régime seigneurial au Canada, Montréal, Fides
- 1976: La Révolution américaine : pourquoi la France refuse le Canada, 1775-1783, Sillery, Boréal Express, 292 páginas ISBN 978-0-8850-3054-5
- 1976: Montréal: la formation d'une société, 1642-1663, Montréal, Fides
- 1978: La carte de Champlain en 1632 : ses sources et son originalité, [s.l.s.n.]

#### 1980-1989
- 1983: Catalogue des immigrants, 1632-1662, Montréal, Hurtubise HMH, 570 páginas ISBN 978-2-8904-5579-5
- Mémoires d'un autre siècle, Montréal, Boréal, 320 páginas ISBN 978-2-8905-2207-7 (nomeado para o Prêmio Literário do Governador Geral de 1987, Não-ficção francesa)

#### 1990-1993
- 1994: Dictionnaire des esclaves et de leurs propriétaires au Canada français, LaSalle, Hurtubise HMH, collection Cahiers du Québec: Histoire, 1994, 520 páginas ISBN 978-2-8904-5833-8
- 1995: La Population du Canada en 1666: recensement reconstitué, Sillery, Septentrion
- 1995: La Présence des noirs dans la société québécoise d'hier et d’aujourd'hui, Montréal Ministère des affaires internationales, de l'immigration et des communautés culturelles
- 1997: La Seigneurie de la Compagnie des Indes occidentales, 1663-1674, Saint-Laurent, Fides
- 1998: Le Terrier du Saint-Laurent en 1674, Montréal, Éditions du Méridien
- 1999: Les écolières des Ursulines de Québec, 1639-1686: Amérindiennes et Canadiennes, Montréal, Hurtubise-HMH, collection Cahiers du Québec: Histoire, 440 páginas ISBN 978-2-8942-8355-4

#### 2000-2005
- 2001: Chiniquy: prêtre catholique, ministre presbytérien, Montréal, Lidec
- 2001: Saint-Narcisse-de-Champlain: au pays de la Batiscan, Saint-Narcisse, Mairie de Saint-Narcisse
- 2001-2003: Les mythes et la réalité de notre histoire du Québec, Saint-Laurent, Éditions du Club Québec loisirs
- 2001-2010: Mythes et réalités dans l'histoire du Québec, Montréal, Hurtubise HMH, collection Cahiers du Québec: Histoire:
  - Book I: 2001, 312 p., ISBN 978-2-8942-8527-5
  - Book II: 2004, 264 p. ISBN 978-2-8942-8758-3
  - Book III: 2006, 208 p. ISBN 978-2-8942-8942-6[4]
  - Book IV: 2009, 192 p. ISBN 978-2-8964-7177-5
  - Book V: 2010, 200 p. ISBN 978-2-8964-7323-6
- 2003: La Nouvelle-France par les textes: les cadres de vie, Montréal, Hurtubise HMH, collection Cahiers du Québec: Histoire, 440 páginas ISBN 978-2-8942-8633-3
- 2004: Deux siècles d'esclavage au Québec, Montréal, Hurtubise HMH, 408 páginas ISBN 978-2-8942-8742-2; atualizado em 2009, by Micheline D'Allaire, including Dictionnaire des esclaves on CD-ROM, Bibliothèque québécoise
- 2005: Connaître pour le plaisir de connaître: entretien avec l'historien Marcel Trudel sur la science historique et le métier d'historien au Québec (with Mathieu d'Avignon), Québec, Presses de l'Université Laval ISBN 2763782299, 9782763782294

### Em inglês
- 1954: "The Jumonville Affair", Pennsylvania History Quarterly Journal (1953), vol. 21, no. 4, 34 páginas (originalmente publicado em francês)
- 1956: The Seigneurial Regime / Le régime seigneurial, Ottawa, Canadian Historical Association / Société historique du Canada (publicado em dois idiomas), edição revisada, 1971
- 1967: Canada: Unity and Diversity (com P.G. Cornell, J. Hamelin, F. Ouellet), Holt, Rinehart and Winston, Toronto, 530 páginas.
- 1968: Introduction to New France, Holt, Rinehart and Winston of Canada, 300 páginas (condensadas dos primeiros volumes da Histoire de la Nouvelle-France)
- 1970: Canadian History Textbooks - A Comparative Study (com Genevieve Jain), within Studies of the Royal Commission on Bilingualism and Biculturalism, Queen's Printer for Canada, 150 páginas
- 1973: The Beginnings of New France 1524-1663 (traduzido por Patricia Claxton), McClelland & Stewart, Toronto, 324 páginas, ISBN 0-7710-8610-5 (Volume II of the Canadian Centenary Series)
- 2002: Memoirs of a Less Travelled Road: A Historian's Life, tradução de Jane Brierley de sua autobiografia Mémoire d'un autre siècle, Véhicule Press, 248 páginas ISBN 1-55065-156-0 (vencedor do Prêmio Governador Geral de Francês de 2003 tradução para o inglês)
- 2013: Canada's Forgotten Slaves: Two Hundred Years of Bondage, tradução de George Tombs de Deux siècles d'esclavage au Québec, Véhicule Press, ISBN 978-1550653274